# Cold Hanworth
Cold Hanworth est une paroisse civile et un village du Lincolnshire, en Angleterre.